# Día de los Farolitos

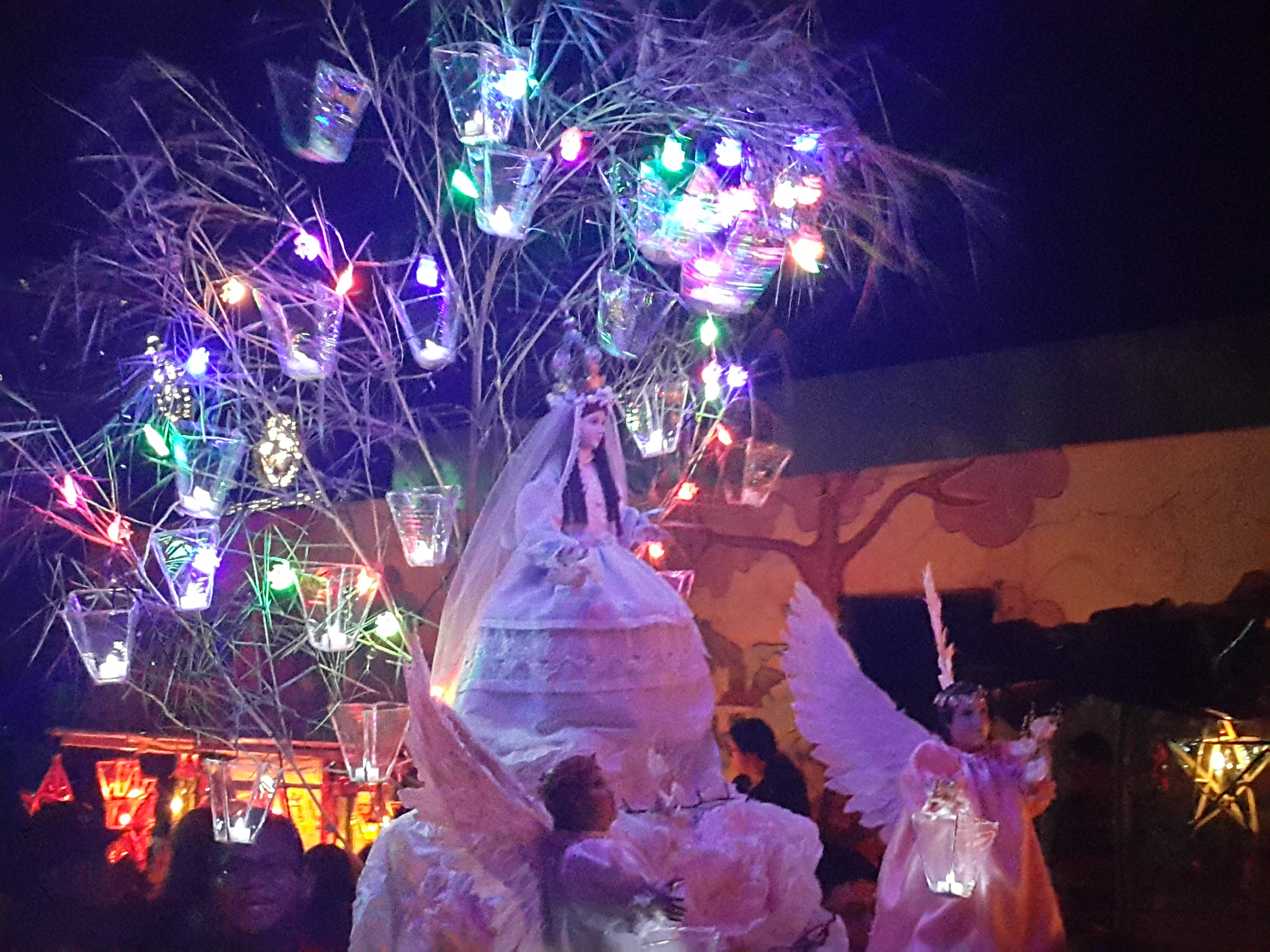
Vista de una procesión en Concepción de Ataco durante el Día de los Farolitos.

El Día de los Farolitos es una tradicional fiesta católica realizada cada 7 de septiembre. Tiene más 170 años de existencia y es originaria del distrito de Ahuachapán en honor víspera del nacimiento de la Virgen María, ha sido declarada Patrimonio Cultural Inmaterial (PCI) por la asamblea legislativa de El Salvador. su origen se disputa ya que dicha fiesta se celebra en Concepción de Ataco en la misma fecha, aunque la celebración fue declara Patrimonio Cultural Inmaterial para la ciudad de Ahuachapán, después de ser estudiada y cumplir con los indicadores necesarios para la declaratoria.
En la Ciudad de Ahuachapán la tradición se celebra sin modificaciones e interrupciones desde el año 1850, se cree que a raíz de un terremoto; según la Casa de la Cultura de Ahuachapán y Coordinación Departamental de Casas de la Cultura, quienes agregan que la tradición tiene influencia de una tradición española.
En Concepción de Ataco se celebra desde el año de 1897, según la Casa de la Cultura de Ataco, dicha celebración fue traída al municipio por las hermanas Eguizábal. Situando su origen 47 años después de iniciada en la ciudad de Ahuachapán.

## Declaratoria de Patrimonio Cultural inmaterial
En agosto de 2014, la Asamblea Legislativa de la República de El Salvador declaró:
"En reconocimiento al esfuerzo de los habitantes de Ahuachapán por mantener la tradición de celebrar desde hace más de 170 años, cada siete de septiembre el Día de los Farolitos, las Diputadas y Diputados acordaron declarar esa celebración Patrimonio Cultural Inmaterial de El Salvador (PCI) mediante el Decreto n.° 783, por constituir “una expresión propia de nuestra identidad como salvadoreños y salvadoreñas”.
La iniciativa contó con todo el apoyo de todos los Grupos Parlamentarios. Cabe destacar que el Día de los Farolitos consiste en la colocación de farolitos de madera, forrados de diferentes y vivos colores, afuera de las viviendas. Se atribuye el origen de esta tradición a la celebración de la víspera del nacimiento de la Virgen María."

## Versiones
La primera versión obedece a la víspera del nacimiento de la Virgen María y la segunda a causa de un terremoto que sacudió esta localidad en 1850.

## Descripción
En un principio se colocaba un farolito en cada casa, pero en los últimos años los habitantes han tomado la tradición de crear sofisticados faroles que iluminan completamente la ciudad de Ahuachapán y Concepción de Ataco.
"Se comenzaron a usar farolitos, hechos con pencas de izote. Se elaboraban amarrando las hojas de la planta hacia arriba, retirando el retoño más tierno y colocando en ese lugar una candela. También utilizaban ramas de pascua blanca, dándole una evolución a los farolitos de vara de carrizo; luego comenzaban a tomar la forma que tienen en la actualidad. Los materiales básicos que se necesitan para fabricar un farolito hoy son: reglas de madera, clavos, papel celofán, almidón, velas de cera y alambre para colgar. Además, se ha comenzado a probar la cáscara de la vara de Brasil, ya que es maleable y con ella pueden hacerse otras figuras, como estrellas, muñecas, peces, faroles redondos, entre otras. Permite más la creatividad de los participantes." 